# Leucodon flagellaris
Leucodon flagellaris là một loài Rêu trong họ Leucodontaceae. Loài này được Broth. mô tả khoa học đầu tiên năm 1892.